# Radio Tanger
Radio Tanger est une station de radio marocaine arabophone née en 1946. Elle est basée à Tanger. Elle émet en AM sur 1233 kHz. Elle couvre le Nord-Ouest du Maroc (Tanger, Tétouan, Al-Hoceima, Ksar el-Kébir) et peut être reçue en Espagne (Cadix) et à Gibraltar.

## Histoire
La station est fondée en 1946 à Tanger, dans un contexte de concurrence avec les stations françaises, espagnoles, américaines et britanniques. Radio Tanger, en plus du français, de l'anglais et de l'espagnol, émet aussi en arabe, ce qui constitue une originalité dans cette ville. Elle profite des divergences entre les puissances coloniales pour s'engager en faveur des nationalistes marocains en diffusant des informations sur les mouvements nationalistes, tout en diffusant des messages cryptés qui leur sont destinés,.
Par la suite Radio Tanger soutient la lutte pour l'indépendance d'autres pays. En son sein naît un service destiné aux indépendantistes algériens qui diffuse notamment des communiqués du FLN, et un autre dénommé Radio Mauritanie Afrique diffusant en arabe, en hassani et en wolof,. En 2005 elle lance son site internet.
La société Africaine de Radiodiffusion a été créée par un américain M Herbert R Southworth dont le capital se répartit ainsi :
Cadena SER 49 % , américains 33 % marocains 16 % français 1,6 %
Historiquement cette radio est à rattacher à Radio Impérial de Charles Michelson née en 1939 et diffusant localement depuis Beni Makhada jusqu’en 1942 La première Radio Tanger date de 1935.
Cette station en principe neutre se révèle partie prenante pour l’indépendance du Maroc et le retour du sultan futur roi Mohamed V en exil à Madagascar. Sa première visite à Tanger se terminera par celle des studios de la célèbre radio du détroit.
L’indépendance du Maroc est proclamée en 1956 et le dahir du 18 mai 1959 stipule que les stations autres que la jeune radio marocaine sont interdites à dater du 31 décembre 1959.
Durant la période transitoire 1956-1960 une équipe mixte marocco-française anime la station. On y retrouve Édouard Lopez, JP Bati, la pub continue…. En 1974 il restait encore Jacques pour radio Tanger en français le soir…
En avril 1960 les Marocains prennent totalement en mai la radio et la baptisent « la voix du Maroc » Le premier directeur est Mustapha Abdallah, ancien speaker de la BBC. La publicité est gérée par IP à Paris et Casa. Les émissions de 15 h sont essentiellement en langue arabe.

Ancien logo.

En 1962 la radio est mise à la disposition du FLN et devient «  la voix de l’Algérie libre et combattante ». Elle est aujourd’hui la station régionale de la RTM SNRT du Rif.